# NN-232
La carretera NN-232 forma parte de la red de vías departamentales de Nicaragua, presumiblemente bajo la jurisdicción del Departamento de León o adyacente, aunque sus datos oficiales (inicio, fin, longitud e inauguración) no han sido publicados en las fuentes disponibles del MTI. Por su inclusión en documentos de planificación vial, puede inferirse que está registrada como parte de la red vial nacional aunque sin detalles publicados.

## Trazado y cruces
Dado que no se dispone de información concreta sobre su recorrido, esta sección se dejará vacía hasta disponer de datos oficiales.

## Coordenadas
No disponibles.